# Waterpolo op de Olympische Zomerspelen 2020 – mannen
Het waterpolotoernooi voor mannen tijdens de Olympische Zomerspelen 2020 in Tokio begon op 25 juli 2021 en eindigde op 8 augustus. De twaalf deelnemende teams waren verdeeld over twee groepen van zes, waarin een halve competitie werd gespeeld. Aan het einde van de groepsfase plaatsten de nummers één tot en met vier van elke groep zich voor de kwartfinales; de winnaars van de vier kwartfinales gingen door naar de halve finales. De winnaars van de halve finales plaatsten zich voor de finale, terwijl de verliezers een wedstrijd speelden om de bronzen medaille.
Het toernooi zou in 2020 plaatsvinden, maar vanwege de coronapandemie werd op 24 maart 2020 besloten de Olympische Spelen uit te stellen tot 2021.

## Competitieschema
Het mannentoernooi begon op 25 juli 2021.
| GF | Groepsfase | ¼ | Kwartfinale | ½ | Halve finale | T | Troostfinale | F | Finale |

| Datum →     | 24 | 25 | 26 | 27 | 28 | 29 | 30 | 31 | 1 | 2  | 3 | 4 | 5 | 6 | 6 | 7 | 7 | 8 | 8 |
| Onderdeel ↓ | 24 | 25 | 26 | 27 | 28 | 29 | 30 | 31 | 1 | 2  | 3 | 4 | 5 | 6 | 6 | 7 | 7 | 8 | 8 |
| ----------- | -- | -- | -- | -- | -- | -- | -- | -- | - | -- | - | - | - | - | - | - | - | - | - |
| Mannen      |    | GF |    | GF |    | GF |    | GF |   | GF |   | ¼ |   | ½ | ½ |   |   | T | F |

## Groepsfase
Alle tijden zijn Japanse Standaardtijd (UTC+9).

### Groep A
| Pos | Team             | Wed | W | G | V | Ptn | DV | DT  | +/− | Kwalificatie |
| --- | ---------------- | --- | - | - | - | --- | -- | --- | --- | ------------ |
| 1   | Griekenland      | 5   | 4 | 1 | 0 | 9   | 68 | 34  | +34 | Kwartfinales |
| 2   | Italië           | 5   | 3 | 2 | 0 | 8   | 60 | 32  | +28 | Kwartfinales |
| 3   | Hongarije        | 5   | 3 | 1 | 1 | 7   | 64 | 35  | +29 | Kwartfinales |
| 4   | Verenigde Staten | 5   | 2 | 0 | 3 | 4   | 59 | 53  | +6  | Kwartfinales |
| 5   | Japan (H)        | 5   | 1 | 0 | 4 | 2   | 65 | 66  | −1  |              |
| 6   | Zuid-Afrika      | 5   | 0 | 0 | 5 | 0   | 20 | 116 | −96 |              |

| 25 juli 2021 10:00 v | Verslag | Zuid-Afrika                            | 2–21  | Italië      | Tokyo Tatsumi International Swimming Centre, Tokio Scheidsrechters: Viktor Salnichenko (KAZ), Stanko Ivanovski (MNE) |
| 25 juli 2021 10:00 v | Verslag | Scores in periodes: 0–2, 2–8, 0–7, 0–4 |       |             | Tokyo Tatsumi International Swimming Centre, Tokio Scheidsrechters: Viktor Salnichenko (KAZ), Stanko Ivanovski (MNE) |
| 25 juli 2021 10:00 v | Verslag | Rezelman, Stone 1                      | Goals | Di Fulvio 5 | Tokyo Tatsumi International Swimming Centre, Tokio Scheidsrechters: Viktor Salnichenko (KAZ), Stanko Ivanovski (MNE) |

| 25 juli 2021 11:30 v | Verslag | Hongarije                              | 9–10  | Griekenland  | Tokyo Tatsumi International Swimming Centre, Tokio Scheidsrechters: Michiel Zwart (NED), Vojin Putniković (SRB) |
| 25 juli 2021 11:30 v | Verslag | Scores in periodes: 3–2, 3–4, 2–3, 1–1 |       |              | Tokyo Tatsumi International Swimming Centre, Tokio Scheidsrechters: Michiel Zwart (NED), Vojin Putniković (SRB) |
| 25 juli 2021 11:30 v | Verslag | Erdélyi, Varga 3                       | Goals | Fountoulis 3 | Tokyo Tatsumi International Swimming Centre, Tokio Scheidsrechters: Michiel Zwart (NED), Vojin Putniković (SRB) |

| 25 juli 2021 14:00 v | Verslag | Verenigde Staten                       | 15–13 | Japan          | Tokyo Tatsumi International Swimming Centre, Tokio Scheidsrechters: Sébastien Dervieux (FRA), Arkadii Voevodin (RUS) |
| 25 juli 2021 14:00 v | Verslag | Scores in periodes: 3–3, 4–5, 4–2, 4–3 |       |                | Tokyo Tatsumi International Swimming Centre, Tokio Scheidsrechters: Sébastien Dervieux (FRA), Arkadii Voevodin (RUS) |
| 25 juli 2021 14:00 v | Verslag | Bowen 5                                | Goals | drie spelers 3 | Tokyo Tatsumi International Swimming Centre, Tokio Scheidsrechters: Sébastien Dervieux (FRA), Arkadii Voevodin (RUS) |

| 27 juli 2021 10:00 v | Verslag | Zuid-Afrika                            | 3–20  | Verenigde Staten | Tokyo Tatsumi International Swimming Centre, Tokio Scheidsrechters: Zhang Liang (CHN), Vojin Putniković (SRB) |
| 27 juli 2021 10:00 v | Verslag | Scores in periodes: 0–3, 1–9, 1–3, 1–5 |       |                  | Tokyo Tatsumi International Swimming Centre, Tokio Scheidsrechters: Zhang Liang (CHN), Vojin Putniković (SRB) |
| 27 juli 2021 10:00 v | Verslag | drie spelers 1                         | Goals | Hallock 4        | Tokyo Tatsumi International Swimming Centre, Tokio Scheidsrechters: Zhang Liang (CHN), Vojin Putniković (SRB) |

| 27 juli 2021 15:30 v | Verslag | Italië                                 | 6–6   | Griekenland   | Tokyo Tatsumi International Swimming Centre, Tokio Scheidsrechters: Xevi Buch (ESP), Stanko Ivanovski (MNE) |
| 27 juli 2021 15:30 v | Verslag | Scores in periodes: 1–1, 1–1, 0–4, 4–0 |       |               | Tokyo Tatsumi International Swimming Centre, Tokio Scheidsrechters: Xevi Buch (ESP), Stanko Ivanovski (MNE) |
| 27 juli 2021 15:30 v | Verslag | Aicardi, Figlioli 2                    | Goals | zes spelers 1 | Tokyo Tatsumi International Swimming Centre, Tokio Scheidsrechters: Xevi Buch (ESP), Stanko Ivanovski (MNE) |

| 27 juli 2021 18:20 v | Verslag | Japan                                  | 11–16 | Hongarije | Tokyo Tatsumi International Swimming Centre, Tokio Scheidsrechters: Michiel Zwart (NED), Nenad Periš (CRO) |
| 27 juli 2021 18:20 v | Verslag | Scores in periodes: 3–4, 5–4, 2–5, 1–3 |       |           | Tokyo Tatsumi International Swimming Centre, Tokio Scheidsrechters: Michiel Zwart (NED), Nenad Periš (CRO) |
| 27 juli 2021 18:20 v | Verslag | Inaba, Okawa 3                         | Goals | Zalánki 4 | Tokyo Tatsumi International Swimming Centre, Tokio Scheidsrechters: Michiel Zwart (NED), Nenad Periš (CRO) |

| 29 juli 2021 10:00 v | Verslag | Hongarije                              | 23–1  | Zuid-Afrika | Tokyo Tatsumi International Swimming Centre, Tokio Scheidsrechters: Daniel Daners (URU), Germán Moller (ARG) |
| 29 juli 2021 10:00 v | Verslag | Scores in periodes: 4–0, 5–0, 8–0, 6–1 |       |             | Tokyo Tatsumi International Swimming Centre, Tokio Scheidsrechters: Daniel Daners (URU), Germán Moller (ARG) |
| 29 juli 2021 10:00 v | Verslag | Manhercz 5                             | Goals | Rodda 1     | Tokyo Tatsumi International Swimming Centre, Tokio Scheidsrechters: Daniel Daners (URU), Germán Moller (ARG) |

| 29 juli 2021 14:00 v | Verslag | Verenigde Staten                       | 11–12 | Italië      | Tokyo Tatsumi International Swimming Centre, Tokio Scheidsrechters: Sébastien Dervieux (FRA), Nenad Periš (CRO) |
| 29 juli 2021 14:00 v | Verslag | Scores in periodes: 4–2, 3–3, 2–3, 2–4 |       |             | Tokyo Tatsumi International Swimming Centre, Tokio Scheidsrechters: Sébastien Dervieux (FRA), Nenad Periš (CRO) |
| 29 juli 2021 14:00 v | Verslag | vier spelers 2                         | Goals | Di Fulvio 5 | Tokyo Tatsumi International Swimming Centre, Tokio Scheidsrechters: Sébastien Dervieux (FRA), Nenad Periš (CRO) |

| 29 juli 2021 18:20 v | Verslag | Griekenland                            | 10–9  | Japan    | Tokyo Tatsumi International Swimming Centre, Tokio Scheidsrechters: Adrian Alexandrescu (ROU), Vojin Putniković (SRB) |
| 29 juli 2021 18:20 v | Verslag | Scores in periodes: 1–1, 4–4, 2–1, 3–3 |       |          | Tokyo Tatsumi International Swimming Centre, Tokio Scheidsrechters: Adrian Alexandrescu (ROU), Vojin Putniković (SRB) |
| 29 juli 2021 18:20 v | Verslag | Kapotsis, Genidounias 3                | Goals | Adachi 3 | Tokyo Tatsumi International Swimming Centre, Tokio Scheidsrechters: Adrian Alexandrescu (ROU), Vojin Putniković (SRB) |

| 31 juli 2021 14:00 v | Verslag | Verenigde Staten                       | 8–11  | Hongarije  | Tokyo Tatsumi International Swimming Centre, Tokio Scheidsrechters: Xevi Buch (ESP), Arkadii Voevodin (RUS) |
| 31 juli 2021 14:00 v | Verslag | Scores in periodes: 1–2, 3–3, 0–3, 4–3 |       |            | Tokyo Tatsumi International Swimming Centre, Tokio Scheidsrechters: Xevi Buch (ESP), Arkadii Voevodin (RUS) |
| 31 juli 2021 14:00 v | Verslag | Bowen, Hallock 2                       | Goals | Manhercz 3 | Tokyo Tatsumi International Swimming Centre, Tokio Scheidsrechters: Xevi Buch (ESP), Arkadii Voevodin (RUS) |

| 31 juli 2021 18:20 v | Verslag | Italië                                 | 16–8  | Japan   | Tokyo Tatsumi International Swimming Centre, Tokio Scheidsrechters: Stanko Ivanovski (MNE), Nenad Periš (CRO) |
| 31 juli 2021 18:20 v | Verslag | Scores in periodes: 5–0, 3–3, 3–1, 5–4 |       |         | Tokyo Tatsumi International Swimming Centre, Tokio Scheidsrechters: Stanko Ivanovski (MNE), Nenad Periš (CRO) |
| 31 juli 2021 18:20 v | Verslag | Bodagas, Figlioli 3                    | Goals | Inaba 3 | Tokyo Tatsumi International Swimming Centre, Tokio Scheidsrechters: Stanko Ivanovski (MNE), Nenad Periš (CRO) |

| 31 juli 2021 19:50 v | Verslag | Zuid-Afrika                            | 5–28  | Griekenland  | Tokyo Tatsumi International Swimming Centre, Tokio Scheidsrechters: John Waldow (NZL), Zhang Liang (CHN) |
| 31 juli 2021 19:50 v | Verslag | Scores in periodes: 1–7, 2–5, 1–7, 1–9 |       |              | Tokyo Tatsumi International Swimming Centre, Tokio Scheidsrechters: John Waldow (NZL), Zhang Liang (CHN) |
| 31 juli 2021 19:50 v | Verslag | Stone 2                                | Goals | Fountoulis 5 | Tokyo Tatsumi International Swimming Centre, Tokio Scheidsrechters: John Waldow (NZL), Zhang Liang (CHN) |

| 2 augustus 2021 10:00 v | Verslag | Hongarije                              | 5–5   | Italië     | Tokyo Tatsumi International Swimming Centre, Tokio Scheidsrechters: Xevi Buch (ESP), Arkadii Voevodin (RUS) |
| 2 augustus 2021 10:00 v | Verslag | Scores in periodes: 2–1, 2–1, 1–1, 0–2 |       |            | Tokyo Tatsumi International Swimming Centre, Tokio Scheidsrechters: Xevi Buch (ESP), Arkadii Voevodin (RUS) |
| 2 augustus 2021 10:00 v | Verslag | Varga 3                                | Goals | Figlioli 2 | Tokyo Tatsumi International Swimming Centre, Tokio Scheidsrechters: Xevi Buch (ESP), Arkadii Voevodin (RUS) |

| 2 augustus 2021 11:30 v | Verslag | Griekenland                            | 14–5  | Verenigde Staten | Tokyo Tatsumi International Swimming Centre, Tokio Scheidsrechters: Adrian Alexandrescu (ROU), Michiel Zwart (NED) |
| 2 augustus 2021 11:30 v | Verslag | Scores in periodes: 4–1, 2–2, 5–2, 3–0 |       |                  | Tokyo Tatsumi International Swimming Centre, Tokio Scheidsrechters: Adrian Alexandrescu (ROU), Michiel Zwart (NED) |
| 2 augustus 2021 11:30 v | Verslag | Genidounias 5                          | Goals | Obert 2          | Tokyo Tatsumi International Swimming Centre, Tokio Scheidsrechters: Adrian Alexandrescu (ROU), Michiel Zwart (NED) |

| 2 augustus 2021 18:20 v | Verslag | Japan                                  | 24–9  | Zuid-Afrika | Tokyo Tatsumi International Swimming Centre, Tokio Scheidsrechters: John Waldow (NZL), Vojin Putniković (SRB) |
| 2 augustus 2021 18:20 v | Verslag | Scores in periodes: 5–4, 7–4, 6–1, 6–0 |       |             | Tokyo Tatsumi International Swimming Centre, Tokio Scheidsrechters: John Waldow (NZL), Vojin Putniković (SRB) |
| 2 augustus 2021 18:20 v | Verslag | Adachi, Arai 4                         | Goals | Neill 4     | Tokyo Tatsumi International Swimming Centre, Tokio Scheidsrechters: John Waldow (NZL), Vojin Putniković (SRB) |

### Groep B
| Pos | Team       | Wed | W | G | V | Ptn | DV | DT | +/− | Kwalificatie |
| --- | ---------- | --- | - | - | - | --- | -- | -- | --- | ------------ |
| 1   | Spanje     | 5   | 5 | 0 | 0 | 10  | 61 | 31 | +30 | Kwartfinales |
| 2   | Kroatië    | 5   | 3 | 0 | 2 | 6   | 62 | 46 | +16 | Kwartfinales |
| 3   | Servië     | 5   | 3 | 0 | 2 | 6   | 70 | 46 | +24 | Kwartfinales |
| 4   | Montenegro | 5   | 2 | 0 | 3 | 4   | 54 | 56 | −2  | Kwartfinales |
| 5   | Australië  | 5   | 2 | 0 | 3 | 4   | 49 | 60 | −11 |              |
| 6   | Kazachstan | 5   | 0 | 0 | 5 | 0   | 35 | 92 | −57 |              |

| 25 juli 2021 15:30 v | Verslag | Australië                              | 10–15 | Montenegro | Tokyo Tatsumi International Swimming Centre, Tokio Scheidsrechters: Adrian Alexandrescu (ROU), Alessandro Severo (ITA) |
| 25 juli 2021 15:30 v | Verslag | Scores in periodes: 5–4, 2–2, 1–4, 2–5 |       |            | Tokyo Tatsumi International Swimming Centre, Tokio Scheidsrechters: Adrian Alexandrescu (ROU), Alessandro Severo (ITA) |
| 25 juli 2021 15:30 v | Verslag | Campbell 3                             | Goals | Ukropina 4 | Tokyo Tatsumi International Swimming Centre, Tokio Scheidsrechters: Adrian Alexandrescu (ROU), Alessandro Severo (ITA) |

| 25 juli 2021 18:20 v | Verslag | Servië                                 | 12–13 | Spanje     | Tokyo Tatsumi International Swimming Centre, Tokio Scheidsrechters: Michael Goldenberg (USA), Georgios Stavridis (GRE) |
| 25 juli 2021 18:20 v | Verslag | Scores in periodes: 3–3, 3–5, 3–2, 3–3 |       |            | Tokyo Tatsumi International Swimming Centre, Tokio Scheidsrechters: Michael Goldenberg (USA), Georgios Stavridis (GRE) |
| 25 juli 2021 18:20 v | Verslag | vier spelers 2                         | Goals | Munarriz 4 | Tokyo Tatsumi International Swimming Centre, Tokio Scheidsrechters: Michael Goldenberg (USA), Georgios Stavridis (GRE) |

| 25 juli 2021 19:50 v | Verslag | Kroatië                                | 23–7  | Kazachstan   | Tokyo Tatsumi International Swimming Centre, Tokio Scheidsrechters: Dion Willis (RSA), Frank Ohme (GER) |
| 25 juli 2021 19:50 v | Verslag | Scores in periodes: 4–1, 6–3, 8–1, 5–2 |       |              | Tokyo Tatsumi International Swimming Centre, Tokio Scheidsrechters: Dion Willis (RSA), Frank Ohme (GER) |
| 25 juli 2021 19:50 v | Verslag | Joković 5                              | Goals | Vuksanović 3 | Tokyo Tatsumi International Swimming Centre, Tokio Scheidsrechters: Dion Willis (RSA), Frank Ohme (GER) |

| 27 juli 2021 11:30 v | Verslag | Montenegro                             | 6–8   | Spanje         | Tokyo Tatsumi International Swimming Centre, Tokio Scheidsrechters: Sébastien Dervieux (FRA), Georgios Stavridis (GRE) |
| 27 juli 2021 11:30 v | Verslag | Scores in periodes: 2–3, 1–2, 2–2, 1–1 |       |                | Tokyo Tatsumi International Swimming Centre, Tokio Scheidsrechters: Sébastien Dervieux (FRA), Georgios Stavridis (GRE) |
| 27 juli 2021 11:30 v | Verslag | Matković 3                             | Goals | drie spelers 2 | Tokyo Tatsumi International Swimming Centre, Tokio Scheidsrechters: Sébastien Dervieux (FRA), Georgios Stavridis (GRE) |

| 27 juli 2021 14:00 v | Verslag | Kazachstan                             | 5–19  | Servië       | Tokyo Tatsumi International Swimming Centre, Tokio Scheidsrechters: Adrian Alexandrescu (ROU), György Kun (HUN) |
| 27 juli 2021 14:00 v | Verslag | Scores in periodes: 2–4, 1–3, 2–6, 0–6 |       |              | Tokyo Tatsumi International Swimming Centre, Tokio Scheidsrechters: Adrian Alexandrescu (ROU), György Kun (HUN) |
| 27 juli 2021 14:00 v | Verslag | Medvedev, Vuksanović 2                 | Goals | Pijetlović 4 | Tokyo Tatsumi International Swimming Centre, Tokio Scheidsrechters: Adrian Alexandrescu (ROU), György Kun (HUN) |

| 27 juli 2021 19:50 v | Verslag | Australië                              | 11–8  | Kroatië   | Tokyo Tatsumi International Swimming Centre, Tokio Scheidsrechters: Frank Ohme (GER), Michael Goldenberg (USA) |
| 27 juli 2021 19:50 v | Verslag | Scores in periodes: 3–3, 2–0, 2–3, 4–2 |       |           | Tokyo Tatsumi International Swimming Centre, Tokio Scheidsrechters: Frank Ohme (GER), Michael Goldenberg (USA) |
| 27 juli 2021 19:50 v | Verslag | Campbell 3                             | Goals | Joković 3 | Tokyo Tatsumi International Swimming Centre, Tokio Scheidsrechters: Frank Ohme (GER), Michael Goldenberg (USA) |

| 29 juli 2021 11:30 v | Verslag | Spanje                                 | 16–4  | Kazachstan   | Tokyo Tatsumi International Swimming Centre, Tokio Scheidsrechters: Michael Goldenberg (USA), Dion Willis (RSA) |
| 29 juli 2021 11:30 v | Verslag | Scores in periodes: 3–0, 3–0, 5–2, 5–2 |       |              | Tokyo Tatsumi International Swimming Centre, Tokio Scheidsrechters: Michael Goldenberg (USA), Dion Willis (RSA) |
| 29 juli 2021 11:30 v | Verslag | Granados 5                             | Goals | Vuksanović 2 | Tokyo Tatsumi International Swimming Centre, Tokio Scheidsrechters: Michael Goldenberg (USA), Dion Willis (RSA) |

| 29 juli 2021 15:30 v | Verslag | Kroatië                                | 13–8  | Montenegro     | Tokyo Tatsumi International Swimming Centre, Tokio Scheidsrechters: Arkadii Voevodin (RUS), György Kun (HUN) |
| 29 juli 2021 15:30 v | Verslag | Scores in periodes: 1–1, 6–4, 4–3, 2–0 |       |                | Tokyo Tatsumi International Swimming Centre, Tokio Scheidsrechters: Arkadii Voevodin (RUS), György Kun (HUN) |
| 29 juli 2021 15:30 v | Verslag | Fatović 3                              | Goals | drie spelers 2 | Tokyo Tatsumi International Swimming Centre, Tokio Scheidsrechters: Arkadii Voevodin (RUS), György Kun (HUN) |

| 29 juli 2021 19:50 v | Verslag | Servië                                 | 14–8  | Australië    | Tokyo Tatsumi International Swimming Centre, Tokio Scheidsrechters: Frank Ohme (GER), Georgios Stavridis (GRE) |
| 29 juli 2021 19:50 v | Verslag | Scores in periodes: 6–0, 4–1, 1–2, 3–5 |       |              | Tokyo Tatsumi International Swimming Centre, Tokio Scheidsrechters: Frank Ohme (GER), Georgios Stavridis (GRE) |
| 29 juli 2021 19:50 v | Verslag | Mandić 4                               | Goals | B. Edwards 2 | Tokyo Tatsumi International Swimming Centre, Tokio Scheidsrechters: Frank Ohme (GER), Georgios Stavridis (GRE) |

| 31 juli 2021 10:00 v | Verslag | Montenegro                             | 19–12 | Kazachstan | Tokyo Tatsumi International Swimming Centre, Tokio Scheidsrechters: Frank Ohme (GER), Georgios Stavridis (GRE) |
| 31 juli 2021 10:00 v | Verslag | Scores in periodes: 5–3, 6–3, 3–3, 5–3 |       |            | Tokyo Tatsumi International Swimming Centre, Tokio Scheidsrechters: Frank Ohme (GER), Georgios Stavridis (GRE) |
| 31 juli 2021 10:00 v | Verslag | drie spelers 4                         | Goals | Ruday 3    | Tokyo Tatsumi International Swimming Centre, Tokio Scheidsrechters: Frank Ohme (GER), Georgios Stavridis (GRE) |

| 31 juli 2021 11:30 v | Verslag | Australië                              | 5–16  | Spanje     | Tokyo Tatsumi International Swimming Centre, Tokio Scheidsrechters: Adrian Alexandrescu (ROU), Sébastien Dervieux (FRA) |
| 31 juli 2021 11:30 v | Verslag | Scores in periodes: 2–4, 1–4, 2–5, 0–3 |       |            | Tokyo Tatsumi International Swimming Centre, Tokio Scheidsrechters: Adrian Alexandrescu (ROU), Sébastien Dervieux (FRA) |
| 31 juli 2021 11:30 v | Verslag | Edwards, Younger 2                     | Goals | Granados 4 | Tokyo Tatsumi International Swimming Centre, Tokio Scheidsrechters: Adrian Alexandrescu (ROU), Sébastien Dervieux (FRA) |

| 31 juli 2021 15:30 v | Report | Kroatië                                | 14–12 | Servië   | Tokyo Tatsumi International Swimming Centre, Tokio Scheidsrechters: Michael Goldenberg (USA), Michiel Zwart (NED) |
| 31 juli 2021 15:30 v | Report | Scores in periodes: 5–3, 1–1, 4–4, 4–4 |       |          | Tokyo Tatsumi International Swimming Centre, Tokio Scheidsrechters: Michael Goldenberg (USA), Michiel Zwart (NED) |
| 31 juli 2021 15:30 v | Report | Joković, Obradović 4                   | Goals | Jakšić 3 | Tokyo Tatsumi International Swimming Centre, Tokio Scheidsrechters: Michael Goldenberg (USA), Michiel Zwart (NED) |

| 2 augustus 2021 14:00 v | Verslag | Servië                                 | 13–6  | Montenegro | Tokyo Tatsumi International Swimming Centre, Tokio Scheidsrechters: Alessandro Severo (ITA), Frank Ohme (GER) |
| 2 augustus 2021 14:00 v | Verslag | Scores in periodes: 6–1, 2–1, 3–2, 2–2 |       |            | Tokyo Tatsumi International Swimming Centre, Tokio Scheidsrechters: Alessandro Severo (ITA), Frank Ohme (GER) |
| 2 augustus 2021 14:00 v | Verslag | Filipović 3                            | Goals | Ivović 3   | Tokyo Tatsumi International Swimming Centre, Tokio Scheidsrechters: Alessandro Severo (ITA), Frank Ohme (GER) |

| 2 augustus 2021 15:30 v | Verslag | Spanje                                 | 8–4   | Kroatië | Tokyo Tatsumi International Swimming Centre, Tokio Scheidsrechters: Georgios Stavridis (GRE), György Kun (HUN) |
| 2 augustus 2021 15:30 v | Verslag | Scores in periodes: 2–1, 1–0, 4–2, 1–1 |       |         | Tokyo Tatsumi International Swimming Centre, Tokio Scheidsrechters: Georgios Stavridis (GRE), György Kun (HUN) |
| 2 augustus 2021 15:30 v | Verslag | Granados 2                             | Goals | Bukić 2 | Tokyo Tatsumi International Swimming Centre, Tokio Scheidsrechters: Georgios Stavridis (GRE), György Kun (HUN) |

| 2 augustus 2021 19:50 v | Verslag | Australië                              | 15–7  | Kazachstan           | Tokyo Tatsumi International Swimming Centre, Tokio Scheidsrechters: Germán Moller (ARG), Michael Goldenberg (USA) |
| 2 augustus 2021 19:50 v | Verslag | Scores in periodes: 4–1, 3–0, 5–2, 3–4 |       |                      | Tokyo Tatsumi International Swimming Centre, Tokio Scheidsrechters: Germán Moller (ARG), Michael Goldenberg (USA) |
| 2 augustus 2021 19:50 v | Verslag | Howden 5                               | Goals | Shakenov, Ukumanov 2 | Tokyo Tatsumi International Swimming Centre, Tokio Scheidsrechters: Germán Moller (ARG), Michael Goldenberg (USA) |

## Knock-outfase

### Speelschema
|  | Kwartfinale      | Kwartfinale |             |    | Halve finale | Halve finale |  |  | Gold medal | Gold medal |
|  |                  |             |             |    |              |              |  |  |            |            |
|  | 4 augustus       |             |             |    |              |              |  |  |            |            |
|  |                  |             |             |    |              |              |  |  |            |            |
|  | Griekenland      | 10          |             |    |              |              |  |  |            |            |
|  | Griekenland      | 10          | 6 augustus  |    |              |              |  |  |            |            |
|  | Montenegro       | 4           |             |    |              |              |  |  |            |            |
|  | Montenegro       | 4           | Griekenland | 9  |              |              |  |  |            |            |
|  | 4 augustus       |             | Griekenland | 9  |              |              |  |  |            |            |
|  |                  | Hongarije   | 6           |    |              |              |  |  |            |            |
|  | Kroatië          | Hongarije   | 6           | 11 |              |              |  |  |            |            |
|  | Kroatië          |             | 8 augustus  | 11 |              |              |  |  |            |            |
|  | Hongarije        | 15          |             |    |              |              |  |  |            |            |
|  | Hongarije        | 15          | Griekenland | 10 |              |              |  |  |            |            |
|  | 4 augustus       |             | Griekenland | 10 |              |              |  |  |            |            |
|  |                  | Servië      | 13          |    |              |              |  |  |            |            |
|  | Italië           | Servië      | 13          | 6  |              |              |  |  |            |            |
|  | Italië           | 6 augustus  |             | 6  |              |              |  |  |            |            |
|  | Servië           | 10          |             |    |              |              |  |  |            |            |
|  | Servië           | 10          | Servië      | 10 |              |              |  |  |            |            |
|  | 4 augustus       |             | Servië      | 10 |              |              |  |  |            |            |
|  |                  | Spanje      | 9           |    | Bronze medal | Bronze medal |  |  |            |            |
|  | Spanje           | Spanje      | 9           | 12 | Bronze medal | Bronze medal |  |  |            |            |
|  | Spanje           |             | 8 augustus  | 12 |              |              |  |  |            |            |
|  | Verenigde Staten | 8           |             |    |              |              |  |  |            |            |
|  | Verenigde Staten | 8           | Hongarije   | 9  |              |              |  |  |            |            |
|  |                  |             |             |    |              |              |  |  |            |            |
|  | Spanje           | 5           |             |    |              |              |  |  |            |            |
|  | Spanje           | 5           |             |    |              |              |  |  |            |            |

Plaatsingswedstrijden
|  | Halve finales plaatsen 5 t/m 8 | Halve finales plaatsen 5 t/m 8 |                |    | Vijfde plaats | Vijfde plaats |
|  |                                |                                |                |    |               |               |
|  | 6 augustus                     |                                |                |    |               |               |
|  |                                |                                |                |    |               |               |
|  | Montenegro                     | 10                             |                |    |               |               |
|  | Montenegro                     | 10                             | 8 augustus     |    |               |               |
|  | Kroatië                        | 12                             |                |    |               |               |
|  | Kroatië                        | 12                             | Kroatië        | 14 |               |               |
|  | 6 augustus                     |                                | Kroatië        | 14 |               |               |
|  |                                | Verenigde Staten               | 11             |    |               |               |
|  | Italië                         | Verenigde Staten               | 11             | 6  |               |               |
|  | Italië                         |                                |                | 6  |               |               |
|  | Verenigde Staten               | 7                              |                |    |               |               |
|  | Verenigde Staten               | 7                              | Zevende plaats |    |               |               |
|  |                                |                                |                |    |               |               |
|  | 8 augustus                     |                                |                |    |               |               |
|  |                                |                                |                |    |               |               |
|  | Montenegro                     | 14 (17)                        |                |    |               |               |
|  | Montenegro                     | 14 (17)                        |                |    |               |               |
|  | Italië                         | 14 (18)                        |                |    |               |               |

### Kwartfinales
| 4 augustus 2021 14:00 v | Verslag | Verenigde Staten                       | 8–12  | Spanje         | Tokyo Tatsumi International Swimming Centre, Tokio Scheidsrechters: Michiel Zwart (NED), György Kun (HUN) |
| 4 augustus 2021 14:00 v | Verslag | Scores in periodes: 3–3, 3–3, 0–1, 2–5 |       |                | Tokyo Tatsumi International Swimming Centre, Tokio Scheidsrechters: Michiel Zwart (NED), György Kun (HUN) |
| 4 augustus 2021 14:00 v | Verslag | Daube 3                                | Goals | vier spelers 2 | Tokyo Tatsumi International Swimming Centre, Tokio Scheidsrechters: Michiel Zwart (NED), György Kun (HUN) |

| 4 augustus 2021 15:30 v | Verslag | Griekenland                            | 10–4  | Montenegro | Tokyo Tatsumi International Swimming Centre, Tokio Scheidsrechters: Adrian Alexandrescu (ROU), Alessandro Severo (ITA) |
| 4 augustus 2021 15:30 v | Verslag | Scores in periodes: 1–0, 2–1, 3–1, 4–2 |       |            | Tokyo Tatsumi International Swimming Centre, Tokio Scheidsrechters: Adrian Alexandrescu (ROU), Alessandro Severo (ITA) |
| 4 augustus 2021 15:30 v | Verslag | Genidounias 5                          | Goals | Ivović 2   | Tokyo Tatsumi International Swimming Centre, Tokio Scheidsrechters: Adrian Alexandrescu (ROU), Alessandro Severo (ITA) |

| 4 augustus 2021 18:20 v | Verslag | Italië                                 | 6–10  | Servië      | Tokyo Tatsumi International Swimming Centre, Tokio Scheidsrechters: Arkadii Voevodin (RUS), Georgios Stavridis (GRE) |
| 4 augustus 2021 18:20 v | Verslag | Scores in periodes: 2–5, 1–4, 1–0, 2–1 |       |             | Tokyo Tatsumi International Swimming Centre, Tokio Scheidsrechters: Arkadii Voevodin (RUS), Georgios Stavridis (GRE) |
| 4 augustus 2021 18:20 v | Verslag | Presciutti 2                           | Goals | Filipović 3 | Tokyo Tatsumi International Swimming Centre, Tokio Scheidsrechters: Arkadii Voevodin (RUS), Georgios Stavridis (GRE) |

| 4 augustus 2021 19:50 v | Verslag | Hongarije                              | 15–11 | Kroatië | Tokyo Tatsumi International Swimming Centre, Tokio Scheidsrechters: Sébastien Dervieux (FRA), Frank Ohme (GER) |
| 4 augustus 2021 19:50 v | Verslag | Scores in periodes: 2–3, 5–2, 4–3, 4–3 |       |         | Tokyo Tatsumi International Swimming Centre, Tokio Scheidsrechters: Sébastien Dervieux (FRA), Frank Ohme (GER) |
| 4 augustus 2021 19:50 v | Verslag | Manhercz 7                             | Goals | Bukić 4 | Tokyo Tatsumi International Swimming Centre, Tokio Scheidsrechters: Sébastien Dervieux (FRA), Frank Ohme (GER) |

### Halve finales plaatsen 5 t/m 8
| 6 augustus 2021 14:00 v | Verslag | Montenegro                             | 10–12 | Kroatië     | Tokyo Tatsumi International Swimming Centre, Tokio Scheidsrechters: Viktor Salnichenko (KAZ), György Kun (HUN) |
| 6 augustus 2021 14:00 v | Verslag | Scores in periodes: 0–1, 4–5, 3–3, 3–3 |       |             | Tokyo Tatsumi International Swimming Centre, Tokio Scheidsrechters: Viktor Salnichenko (KAZ), György Kun (HUN) |
| 6 augustus 2021 14:00 v | Verslag | Ivović 3                               | Goals | Vukičević 3 | Tokyo Tatsumi International Swimming Centre, Tokio Scheidsrechters: Viktor Salnichenko (KAZ), György Kun (HUN) |

| 6 augustus 2021 15:30 v | Verslag | Italië                                 | 6–7   | Verenigde Staten | Tokyo Tatsumi International Swimming Centre, Tokio Scheidsrechters: Sébastien Dervieux (FRA), Xevi Buch (ESP) |
| 6 augustus 2021 15:30 v | Verslag | Scores in periodes: 2–2, 1–3, 2–0, 1–2 |       |                  | Tokyo Tatsumi International Swimming Centre, Tokio Scheidsrechters: Sébastien Dervieux (FRA), Xevi Buch (ESP) |
| 6 augustus 2021 15:30 v | Verslag | Figlioli, Renzuto 2                    | Goals | Bowen 3          | Tokyo Tatsumi International Swimming Centre, Tokio Scheidsrechters: Sébastien Dervieux (FRA), Xevi Buch (ESP) |

### Halve finales
| 6 augustus 2021 18:20 v | Verslag | Griekenland                            | 9–6   | Hongarije  | Tokyo Tatsumi International Swimming Centre, Tokio Scheidsrechters: Michael Goldenberg (USA), Arkadiy Voevodin (RUS) |
| 6 augustus 2021 18:20 v | Verslag | Scores in periodes: 2–1, 1–1, 2–2, 4–2 |       |            | Tokyo Tatsumi International Swimming Centre, Tokio Scheidsrechters: Michael Goldenberg (USA), Arkadiy Voevodin (RUS) |
| 6 augustus 2021 18:20 v | Verslag | Argyropoulos 4                         | Goals | Manhercz 2 | Tokyo Tatsumi International Swimming Centre, Tokio Scheidsrechters: Michael Goldenberg (USA), Arkadiy Voevodin (RUS) |

| 6 augustus 2021 19:50 v | Verslag | Servië                                 | 10–9  | Spanje         | Tokyo Tatsumi International Swimming Centre, Tokio Scheidsrechters: Adrian Alexandrescu (ROU), Michiel Zwart (NED) |
| 6 augustus 2021 19:50 v | Verslag | Scores in periodes: 2–0, 2–5, 1–2, 5–2 |       |                | Tokyo Tatsumi International Swimming Centre, Tokio Scheidsrechters: Adrian Alexandrescu (ROU), Michiel Zwart (NED) |
| 6 augustus 2021 19:50 v | Verslag | Mandić 3                               | Goals | drie spelers 2 | Tokyo Tatsumi International Swimming Centre, Tokio Scheidsrechters: Adrian Alexandrescu (ROU), Michiel Zwart (NED) |

### Wedstrijd om de zevende plaats
| 8 augustus 2021 09:30 v | Verslag | Montenegro                                        | 14–14 | Italië    | Tokyo Tatsumi International Swimming Centre, Tokio Scheidsrechters: Viktor Salnichenko (KAZ), Sébastien Dervieux (FRA) |
| 8 augustus 2021 09:30 v | Verslag | Scores in periodes: 2–3, 5–4, 4–5, 3–2 . PSO: 3–4 |       |           | Tokyo Tatsumi International Swimming Centre, Tokio Scheidsrechters: Viktor Salnichenko (KAZ), Sébastien Dervieux (FRA) |
| 8 augustus 2021 09:30 v | Verslag | Ivović 6                                          | Goals | Velotto 5 | Tokyo Tatsumi International Swimming Centre, Tokio Scheidsrechters: Viktor Salnichenko (KAZ), Sébastien Dervieux (FRA) |

### Wedstrijd om de vijfde plaats
| 8 augustus 2021 11:00 v | Verslag | Kroatië                                | 14–11 | Verenigde Staten | Tokyo Tatsumi International Swimming Centre, Tokio Scheidsrechters: Alessandro Severo (ITA), György Kun (HUN) |
| 8 augustus 2021 11:00 v | Verslag | Scores in periodes: 2–3, 4–2, 4–2, 4–4 |       |                  | Tokyo Tatsumi International Swimming Centre, Tokio Scheidsrechters: Alessandro Severo (ITA), György Kun (HUN) |
| 8 augustus 2021 11:00 v | Verslag | Bukić 3                                | Goals | vijf spelers 2   | Tokyo Tatsumi International Swimming Centre, Tokio Scheidsrechters: Alessandro Severo (ITA), György Kun (HUN) |

### Troostfinale
| 8 augustus 2021 13:40 v | Verslag | Hongarije                              | 9–5   | Spanje     | Tokyo Tatsumi International Swimming Centre, Tokio Scheidsrechters: Arkadiy Voevodin (RUS), Georgios Stavridis (GRE) |
| 8 augustus 2021 13:40 v | Verslag | Scores in periodes: 3–3, 2–2, 1–0, 3–0 |       |            | Tokyo Tatsumi International Swimming Centre, Tokio Scheidsrechters: Arkadiy Voevodin (RUS), Georgios Stavridis (GRE) |
| 8 augustus 2021 13:40 v | Verslag | Vámos 2                                | Goals | Munárriz 2 | Tokyo Tatsumi International Swimming Centre, Tokio Scheidsrechters: Arkadiy Voevodin (RUS), Georgios Stavridis (GRE) |

### Finale
| 8 augustus 2021 16:30 v | Verslag | Griekenland                            | 10–13 | Servië         | Tokyo Tatsumi International Swimming Centre, Tokio Scheidsrechters: Michael Goldenberg (USA), Xevi Buch (ESP) |
| 8 augustus 2021 16:30 v | Verslag | Scores in periodes: 3–6, 4–2, 2–2, 1–3 |       |                | Tokyo Tatsumi International Swimming Centre, Tokio Scheidsrechters: Michael Goldenberg (USA), Xevi Buch (ESP) |
| 8 augustus 2021 16:30 v | Verslag | drie spelers 2                         | Goals | drie spelers 3 | Tokyo Tatsumi International Swimming Centre, Tokio Scheidsrechters: Michael Goldenberg (USA), Xevi Buch (ESP) |

## Eindstand
| Pos | Team             | Wed | W | G | V | Ptn | DV | DT  | +/− | Eindresultaat                |
| --- | ---------------- | --- | - | - | - | --- | -- | --- | --- | ---------------------------- |
| 1   | Servië           | 5   | 3 | 0 | 2 | 9   | 70 | 46  | +24 | Goud                         |
| 2   | Griekenland      | 5   | 4 | 1 | 0 | 13  | 68 | 34  | +34 | Zilver                       |
| 3   | Hongarije        | 5   | 3 | 1 | 1 | 10  | 64 | 35  | +29 | Brons                        |
| 4   | Spanje           | 5   | 5 | 0 | 0 | 15  | 61 | 31  | +30 | Vierde plaats                |
|     |                  |     |   |   |   |     |    |     |     |                              |
| 5   | Kroatië          | 5   | 3 | 0 | 2 | 9   | 62 | 46  | +16 | Uitgeschakeld in kwartfinale |
| 6   | Verenigde Staten | 5   | 2 | 0 | 3 | 6   | 59 | 53  | +6  | Uitgeschakeld in kwartfinale |
| 7   | Italië           | 5   | 3 | 2 | 0 | 11  | 60 | 32  | +28 | Uitgeschakeld in kwartfinale |
| 8   | Montenegro       | 5   | 2 | 0 | 3 | 6   | 54 | 56  | −2  | Uitgeschakeld in kwartfinale |
|     |                  |     |   |   |   |     |    |     |     |                              |
| 9   | Australië        | 5   | 2 | 0 | 3 | 6   | 49 | 60  | −11 | Uitgeschakeld in groepsfase  |
| 10  | Japan (G)        | 5   | 1 | 0 | 4 | 3   | 65 | 66  | −1  | Uitgeschakeld in groepsfase  |
| 11  | Kazachstan       | 5   | 0 | 0 | 5 | 0   | 35 | 92  | −57 | Uitgeschakeld in groepsfase  |
| 12  | Zuid-Afrika      | 5   | 0 | 0 | 5 | 0   | 20 | 116 | −96 | Uitgeschakeld in groepsfase  |

| Onderdeel                | Goud   | Zilver      | Brons     |
| ------------------------ | ------ | ----------- | --------- |
| Waterpolotoernooi mannen | Servië | Griekenland | Hongarije |